# Ятрань (пишущая машинка)
Ятра́нь — электромеханическая пишущая машина, выпускавшаяся в СССР на Кировоградском заводе пишущих машин (позднее — Кировоградское производственное объединение «Пишмаш»).
Канцелярские пишущие машины марки «Ятрань» выпускались в Кировограде с 1975 до 1995 года. Существовало несколько моделей, большая часть которых печатали кириллицей. Модели печатной машинки выпускались на русском, украинском, белорусском и казахском языках. Некоторые модели использовали латинские раскладки и были предназначены для печати на немецком, латышском и литовском языках.
Советский бренд «Ятрань» получил название по реке Ятрань, входящей в бассейн Южного Буга и протекающей в Кировоградской области, где находился завод-изготовитель пишущих машин. В СССР обычным явлением было давать машинам названия рек, городов, республик и т. д., чтобы увековечить советскую топонимику (напр.: автомобили «Волга» и «Ока»; пишущие машины «Москва», «Украина», «Уфа», «Волга», «Ока», «Ивица»; счётная машина «Быстрица» и т. д.).
На базе «Ятрани» была создана модель «Ятрань-С» с шарообразным шрифтоносителем. Шаровая головка шрифтоносителя по принципу работы машинок относит модели "Ятрань-С" к машинкам с пишущими головками, таким как «IBM Selectric» и "Hammond". Особенностью этой модели «Ятрани» является то, что в отличие от, например, американской машины «IBM Selectric», в советской машине «Ятрань-С» при печати движется каретка с бумагой, а не шаровая головка. Это является преимуществом конструкции, так как на машину можно установить каретку любой допустимой ширины, не изменяя габаритов самой машины, а также использовать стандартный табулятор.
Также выпускалась модель «Ятрань», предназначенная для слепых, это пишущая машина с шрифтом Брайля — модель МПЭС-1М (ТУ 25-7223.006-89).

## Общие сведения
Выпускавшаяся в СССР канцелярская пишущая электромеханическая машина «Ятрань» имела несколько модификаций (напр.: 001, 013 и т. д.), особенности которых регламентировались нормами стандарта ГОСТ 28581—90. Модификации модели касались прежде всего длины каретки (длинная, средняя, короткая) и материала корпуса (пластмассовый, алюминиевый). Выпускалось 12 вариантов моделей пишущих машин «Ятрань» (ПЭК-305-07; ПЭК-435-07; ПЭК-305-06-М1; ПЭК-435-06-М1; ПЭК-305-05; ПЭК-305-05-М1А; ПЭК-435-05; ПЭК-435-05-М1А; ПЭК-305-06; ПЭК-305-06-М1А; ПЭК-435-06; ПЭК-435-06-М1А).
Машина выпускалась по лицензии фирмы «Олимпия» (Olympia Werke AG, ФРГ) на Кировоградском заводе пишущих машин (позднее Кировоградское производственное объединение «Пишмаш»). Различные модели машины с кириллическим шрифтом выпускались для следующих алфавитов: русский, украинский, белорусский, казахский. Модели машины «Ятрань» с шрифтом на латинице выпускались для следующих алфавитов: немецкий, литовский, латышский. Максимальная скорость печати машины достигала 16 знаков в секунду. Поддерживалась установка листов форматов А4 и А3 вертикально или горизонтально.
Различные исполнения пишущей машинки «Ятрань» выпускались в нескольких цветах: белом, сером, тёмно-сером, тёмно-зелёном и синем. Оптовая цена «Ятрани» была фиксированная и составляла на момент выпуска 392 и 407 советских рублей (в зависимости от модели), а розничная — 600 и 650 советских рублей соответственно. Машинка была широко распространена на территории СССР и в некоторых регионах применялась вплоть до начала двухтысячных годов. После массового распространения компьютеров печатные машинки пополнили многочисленные музейные фонды и коллекции.